# Poraniopsis echinaster
Poraniopsis echinaster is een zeester uit de familie Poraniidae.
De wetenschappelijke naam van de soort werd in 1891 gepubliceerd door Edmond Perrier.